# 科科梅連河
41°43′01″N 73°52′31″E / 41.71694°N 73.87528°E
科科梅連河是吉爾吉斯斯坦的河流，位於該國東北部楚河州和納倫州，屬於納倫河的右支流，河道全長199公里，流域面積10,400平方公里。